# Sulcarius nigricornis
Sulcarius nigricornis är en stekelart som först beskrevs av Thomson 1884.  Sulcarius nigricornis ingår i släktet Sulcarius och familjen brokparasitsteklar. Arten är reproducerande i Sverige. Inga underarter finns listade i Catalogue of Life.